# Cofradía de la Clemencia (Jaén)
La Antigua e Ilustre Cofradía del Santísimo Cristo de la Clemencia, Nuestro Padre Jesús de la Caída, Santa María Magdalena y María Santísima del Mayor Dolor es una cofradía con sede canónica en la Iglesia Parroquial de Santa María Magdalena en la ciudad de Jaén (España). Realiza su salida procesional durante la Semana Santa jiennense, en la tarde noche del Martes Santo.

## Historia
Fue fundada el 17 de marzo de 1593 en el Real Convento de Santo Domingo, desapareció por falta de cofrades en 1832 y se reorganizó en 1850. Se incorporó a la Semana Santa en 1945 tras reorganizarse por segunda vez y contando con solo cuatro cofrades. Realizó su primera estación de penitencia en 1946. El 15 de junio de 2013, Año de la Fe, la cofradía participó en la Fides Sancti Regni con Ntro. Padre Jesús de la Caída.

## Escudo
El escudo es una cruz florlisada de gules que se originó en la cruz de los Dominicos del convento donde se fundó la cofradía. Este estaba compuesto por una cruz florlisada con esmaltes sable y plata por mitad en cada eje. Los pétalos de esas flores de lis apenas sobresalían del eje de la cruz del que procedían, ni tampoco llegaban, en dirección descendente, a los ejes transversales al suyo. 
Con el paso del tiempo, a través de distintas interpretaciones artísticas, esos pétalos se fueron alargando y engrosando, conservando su simetría y tendiendo a la tangencia entre unos y otros, llegando a la forma actual. Está forma ya se observaba en los dos remates de varal que la cofradía tenía en su anterior etapa no penitencial y que aún hoy conserva. En 1945 con la reorganización de la cofradía como penitencial se acordó que ese fuera el escudo de la cofradía, cambiando el color sable por el gules. Este color hace que se confunda con la cruz de la Orden Militar de Calatrava.

## Iconografía
- Nuestro Padre Jesús de la Caída, de Emilio Navas Parejo en 1956.

- Santísimo Cristo de la Clemencia, de Salvador de Cuéllar en 1593.[3]

... un Cristo al borde ya del fin del siglo XVI, momento clave en su evolución [de Salvador de Cuellar] estilista hacia un incipiente naturalismo.
José Domínguez Cubero

- Santa María Magdalena, atribuida a Mateo de Medina en el siglo XVIII, es una imagen de la santa arrodillada.

- María Santísima del Mayor Dolor, de Alfredo Muñoz Arcos en 1946. La alcaldesa Carmen Peñalver le donó su bastón de mando.

- San Juan Evangelista, atribuido a Pío Mollar Franch en el siglo XX.

## Itinerario
```
Cursiva
= Puntos de interés | 
Negrita
= Carrera Oficial
```

- Plaza de la Magdalena (Punto de interés)
- Molino de la Condesa
- Ctra. de Córdoba
- Millán de Priego (Punto de interés)
- Plaza de los Jardinillos
- Madre Soledad Torres Acosta
- Roldán y Marín
- Plaza de la Constitución
- Bernabé Soriano
- Plaza de San Francisco
- Campanas
- Maestra (Punto de interés)
- Plaza de la Audiencia
- Martínez Molina
- Plaza de Sta. Luisa de Marillac
- Santo Domingo (Punto de interés)
- Plaza de la Magdalena

## Paso por la carrera oficial
Orden de entrada en la carrera oficial - (Martes Santo)
| Predecesor: Hermandad del Divino Maestro | Cofradía de la Clemencia 2º lugar | Sucesor: Hermandad del Silencio |